# Ławrientjewo (rejon mieżdurieczeński)
Ławrientjewo (ros. Лаврентьево) – wieś w Rosji, w rejonie mieżdurieczeńskim obwodu wołogodzkiego. W 2010 r. liczyła 12 mieszkańców.